# Sunža (město)
Sunža (rusky Сунжа, do roku 2016 Орджоникидзевская – Ordžonikidzevskaja) je město v Ingušsku v Ruské federaci. Při sčítání lidu v roce 2010 měla přes jednašedesát tisíc obyvatel.

## Poloha a doprava
Sunža leží na severním okraji Velkého Kavkazu na levém břehu řeky Sunži, pravého přítoku Těreku v úmoří Kaspického moře. Je vzdálena přibližně 20 kilometrů severovýchodně od větší Nazraně a s ní sousedícího Magasu, hlavního města Ingušska. Přímo po východním kraji Sunži prochází hranice mezi Ingušskem a sousedícím Čečenskem, jehož hlavní město Grozný je vzdáleno jen zhruba padesát kilometrů východně.
Přes Sunžu prochází železniční trať Beslan–Grozný–Gudermes uvedená do provozu v roce 1894. Zdejší stanice se nazývá Slepcovskaja (Слепцовская).

## Dějiny
Sunža byla založena v roce 1850 jako stanice Těreckých kozáků pojmenovaná  Sunženskaja (Сунженская) podle řeky. Už v roce 1852 ale dostala nové jméno Slepcovskaja (Слепцовская) k poctě generálmajora Nikolaje Pavloviče Slepcova, který padl v Kavkazské válce v roce 1851 v boji proti silám Imáma Šamila.
Další přejmenování na Ordžonikidzevskaja (Орджоникидзевская) přišlo v roce 1939 k poctě sovětského politika Grigorije Konstantinoviče Ordžonikidzeho.
Během první a druhé čečenské války na přelomu tisíciletí se zněkolikanásobil počet obyvatel obce příchodem čečenských uprchlíků, ale až v roce 2015 došlo k povýšení na sídlo městského typu.
Dne 3. února vydal prezident Dmitrij Medveděv dekret o přejmenování obce, jež se od té doby nazývá  Sunža. Následně bylo na základě referenda rozhodnuto o povýšení na město, což stvrdil svým podpisem ingušský prezident Junus-bek Jevkurov dne 25. listopadu 2016.

### Rodáci
- Amir Adamovič Adujev (* 1999), fotbalista